# Femtioöringen

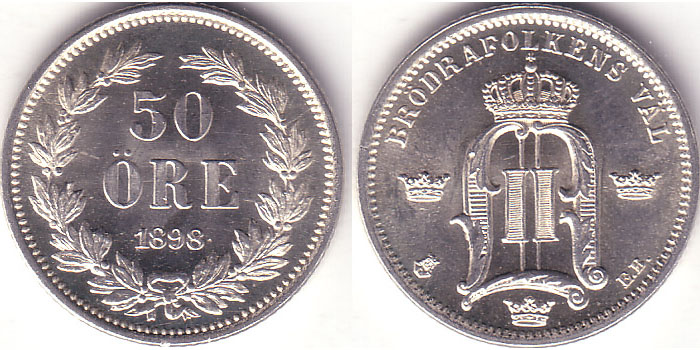
Femtioöresmynt präglat 1898.

Femtioöresmyntet är ett avskaffat svenskt mynt med värdet 50 öre. I Danmark finns giltiga mynt med valören 50 øre, medan det i Norge avskaffades 1 maj 2012.

## Svenska femtioöringar
Det slutade att vara ett lagligt betalningsmedel i Sverige fr.o.m. den 1 oktober 2010. T.o.m. 31 mars 2011 gick det att lösa in 50-öringar på bankkontor i Sverige. De insamlade 50-öringarna smälts ned för att återvinna metallen och det går därför att lägga mynt som man inte vill behålla i sopsorteringen för metallskrot.
Öresräkningen fortsätter och öret är numera ett rent räknemynt.

### Äldre femtioöringar
- 1857 präglades de första femtioöresmynten, under Oscar I:s regeringstid. Mynten var präglade i 75 procent silver, hade en diameter på 21,9 mm. och vägde 4,25 gram. På åtsidan återfinns Oscar I: profilbild samt texten: OSCAR SVERIGES NORR. GÖTH. O. VEND. KONUNG. som omger profilen. På frånsidan ser man siffran 50 tillsammans med texten ÖRE och årtalet i mitten. Runt dessa löper en krans och högst upp återfinns en krona.
- Under Karl XV präglas femtioöresmynt endast 1862. De är snarlika Oscar I:s men med Karl XV:s porträtt och texten: CARL XV SVERIGES NORR. GÖTH. O. VEND. KONUNG.
- 1875–1907, under Oscar II:s regeringstid, präglades två varianter av femtioöres mynt.
  - Den första varianten, präglad 1875–1899, var präglad i 60 procent silver, hade en diameter på 22 mm. och vägde 5 gram. På åtsidan ser man siffran 50 tillsammans med texten ÖRE och årtalet i mitten. Runt dessa löper det en krans. På frånsidan återfinns Oscar II:s monogram samt hans tidiga valspråk BRÖDRAFOLKENS VÄL.
  - Den andra varianten, präglad 1906–1907, är präglad i 60 procent silver, hade en diameter på 22 mm. och vägde 5 gram. På åtsidan syns åter siffran 50, texten ÖRE och årtalet i mitten. Även denna variant har en krans, men den är betydligt smalare än sin föregångare. På frånsidan återfinns Oscar II:s monogram, fast i en lite annorlunda variant. Det gamla valspråket är ersatt med ett nytt, SVERIGES VÄL, för att markera att Sverige och Norge inte längre hörde ihop.
- 1911–1950, under Gustaf V:s regeringstid, präglades tre varianter av femtioöresmynt.
  - Den första varianten, präglad 1911–1939, präglades i 60 procent silver, hade en diameter på 22 mm. och vägde 5 gram. På åtsidan syns siffran 50 tillsammans med texten ÖRE överst på myntet och under dessa finns ett lagerblad. På frånsidan återfinns Sveriges lilla vapensköld med texten SVERIGE under och årtalet.
  - Den andra varianten, präglad 1920–1924, 1940, 1946, 1947, präglades i koppar och nickel, hade en diameter på 22 mm. och vägde 4,8 gram. På åtsidan återfinns siffran 50 tillsammans med texten ÖRE i mitten. Dessa omges av två sädesax. På frånsidan syns Gustaf V:s monogram tillsammans med årtalet.
  - Den tredje varianten, präglad 1943–1950, präglades i 40 procent silver, hade en diameter på 22 mm. och vägde 4,8 gram. På åtsidan syns siffran 50 i en stor variant, tillsammans med texten ÖRE och årtalet. På frånsidan syns en stor krona med texten SVERIGE under.
- 1952–1973, under Gustaf VI Adolfs regeringstid, präglades två varianter av femtioöringar.
  - Den första varianten, präglad 1952–1961, präglades i 40 procent silver, hade en diameter på 22 mm. och vägde 4,8 gram. På åtsidan syns siffran femtio i mitten, med texten ÖRE och årtalet under, samt texten SVERIGE högst upp. På frånsidan återfinns en stor krona.
  - Den andra varianten, präglad 1962–1973, präglades i koppar och nickel, hade en diameter på 22 mm. och vägde 4,5 gram. På åtsidan syns siffran 50 högst upp med texterna ÖRE och SVERIGE under. På frånsidan återfinns Gustaf VI Adolfs monogram samt årtalet.
- 1976–2009, Under Carl XVI Gustafs regeringstid präglades två varianter av femtioöringar.
  - Femtioöringar i koppar och nickel 1976–1991, med 22 mm diameter. De vägde 4,5 gram. På åtsidan på dessa återfinns siffran 50 i mitten, med texten SVERIGE ovanför och texten ÖRE under. På frånsidan syns Carl XVI Gustafs monogram och årtalet.
  - Den senaste varianten, den kopparfärgade femtioöringen, började tillverkas 1992 och blev ogiltig den 30 september 2010.[2] Den bestod av en legering med 97 procent koppar, 2,5 procent zink och 0,5 procent tenn. Den väger 3,70 gram, har en diameter på 18,75 millimeter och var 1,85 millimeter hög.[2] På åtsidan syns siffran 50 i mitten, med texten SVERIGE över och texten ÖRE under. På frånsidan ser man Sveriges tre kronor samt årtalet längst ner. Myntet formgavs av Bo Thorén. Den 15 september 2010 var kopparvärdet 53 kr/kg.[3] Kopparinnehållet på 97 procent ger ett kopparvärde på 19 öre per mynt eller 38 procent av myntets värde.

### Felpräglade femtioöringar
- 1875 präglades en variant av femtioöringen med kortare text än den normala.
- 1907 präglades en variant av femtioöringen med en rakare rosett runt lagerkransen än den normala.
- 1920 präglades en variant av nickel-femtioöringen med ett O istället för en nolla.
- 1936 präglades en variant av silver-femtioöringen med en kortare 6:a än den normala.
- 1940 präglades en variant av nickel-femtioöringen med ett större myntmästarmärke än det normala.

Alla dessa har ett högt samlarvärde på marknaden idag.

### Prov
- 1949 provpräglades 50-öringen i aluminium med ordinarie stampar märkta med PROV på båda sidor. Mynten vägde ca. 1,4 gram.
- 1991 provpräglades den kopparfärgade 50-öringen. Motivet på åtsidan var myntverkets byggnad samt texten SVERIGES MYNT PRÄGLAS I KVARTERET VALÖREN ESKILSTUNA. Motivet på frånsidan var en krona med texten MYNT-VERKET. Ingick i myntverkets specialset 1991.

Dessa har idag ett extra samlarvärde på marknaden.

## Norska femtioöringar
Femtioöringar har funnits i Norge sedan 1874. Myntet är sedan 1996 gjorda av koppar och 2 procent zink. Det har 18,5 mm diameter. De slutade vara lagliga betalningsmedel den 1 maj 2012.

## Danska femtioöringar
Femtioöringen är det enda giltiga öresmyntet i Danmark efter 2008 då 25-öringen avskaffades. Myntet är gjord av koppar och zink och har 21,5 mm diameter. Femtioöringar har funnits sedan 1989. Mellan 1924 och 1943 hade man istället ½-kronasmynt. Mellan 1943 och 1989 fanns inte 50 øre eller ½ krona, så man använde istället till exempel två 25-öringar.